# Polybotrya serratifolia
Polybotrya serratifolia är en träjonväxtart som först beskrevs av Fée, och fick sitt nu gällande namn av Kl. Polybotrya serratifolia ingår i släktet Polybotrya och familjen Dryopteridaceae. Inga underarter finns listade.